# Dicranomyia swezeyi
Dicranomyia swezeyi är en tvåvingeart som beskrevs av Alexander 1919. Dicranomyia swezeyi ingår i släktet Dicranomyia och familjen småharkrankar. Inga underarter finns listade i Catalogue of Life.